# Jacob Pötz
Jacob Pötz (* 17. Februar 1888 in Dietkirchen; † 10. März 1948) war ein deutscher Verleger und Politiker der Zentrumspartei.
Pötz war vor 1933 Buchdruckereibesitzer und Verleger katholischer Zeitungen im Rheinland. Zwischen 1919 und 1946 war er Hauptanteilseigner und Geschäftsführer der Vereinigten-Anstalten GmbH mit Sitz in Oberhausen und einer Tochtergesellschaft in Düsseldorf. Zwischen 1934 und 1936 war er außerdem Geschäftsführer der Niederrheinischen Volkszeitung in Krefeld. Aus politischen Gründen musste Pötz seine Verlage an eine Treuhandgesellschaft in Berlin abtreten.
Im Jahr 1946 war Pötz Mitglied im Provinzialrat Nordrhein sowie im ernannten Landtag von Nordrhein-Westfalen.